# بنکووسکی (استان کرجالی)
بنکووسکی (به بلغاری: Benkovski) یک منطقهٔ مسکونی در بلغارستان است که در شهرستان کیرکوفو واقع شده‌است.